# Hundegöl
Hundegöl är en sjö i Nybro kommun i Småland och ingår i Alsteråns huvudavrinningsområde.